# Marian Czochra
Marian Czochra (ur. 21 stycznia 1925 w Zwierzyńcu, zm. 9 lutego 2020 w Lublinie) – polski neurochirurg, profesor dr hab. n. med.

## Życiorys
Studia medyczne ukończył w 1951 na Wydziale Lekarskim Akademii Medycznej w Lublinie. Stopień lekarza medycyny uzyskał 1951 roku, dr med. – 1964, dr hab. n. med. 1972, tytuł naukowy profesora w 1982 r. W 1990 roku został mianowany na stanowisko profesora zwyczajnego oraz kierownika Katedry i Kliniki Neurochirurgii Akademii Medycznej w Lublinie. W latach 1975–1979 pełnił funkcję prodziekana Wydziału Lekarskiego oraz był członkiem licznych komisji senackich. W roku 1995 przeszedł na emeryturę.
Od 1950 roku pracował nieprzerwanie w Akademii Medycznej w Lublinie (obecnie Uniwersytet Medyczny) początkowo w I Klinice Chirurgii, gdzie w 1958 roku uzyskał II stopień specjalizacji z chirurgii ogólnej. W tym okresie zajmował się problemem patomechanizmu wstrząsu pourazowego (autoalergii we wstrząsie zmiażdżeniowym) i wpływu Ipronalu na doświadczalne powstawanie wrzodu żołądka. Po przeniesieniu się w 1958 roku do Katedry i Kliniki Neurochirurgii w roku 1962 uzyskał II stopień specjalizacji z neurochirugii a stopień doktora
medycyny w 1964 r. W latach 1973–1985 był zastępcą dyrektora ds. klinicznych Instytutu Chorób Układu Nerwowego AM w Lublinie. W latach 1962–1986 odbył szkolenie specjalistyczno-naukowe w znakomitych ośrodkach neurochirurgicznych: Wielka Brytania w 1962 i w 1968 u prof. Gillinchama, w Szwajcarii u prof. Yasargila 1972/1973, w Czechosłowacji w 1966, w ZSRR w 1978, w Szwecji w 1978 i 1980, w Słowenii 1984, we Włoszech 1986. Pobyt prof. M. Czochry w tych klinikach zaowocował przeniesieniem wielu koncepcji z zakresu neurochirurgii klinicznej do Lubelskiego Ośrodka, co miało istotny wpływ na rozwój zespołu lekarskiego Kliniki. W latach 1973–1995 był konsultantem wojewódzkim ds. neurochirurgii dla województwa lubelskiego i członkiem krajowego zespołu specjalistycznego. W latach 1973–1990 pełnił obowiązki konsultanta DOKP w Lublinie. Przez Ministra Zdrowia został mianowany na członka Okręgowej Komisji Kontroli Zawodowej PWRN w Lublinie (1973 – 1990).
Prof. M. Czochra był założycielem PTN-ch, członkiem Zarządu Głównego PTN-ch oraz Komisji Rewizyjnej i Sądu Koleżeńskiego PTN-ch. Pełnił funkcję przewodniczącego Oddziału Lubelskiego PTN-ch, był członkiem europejskiego (EANS) i światowego (WFNS).
Prof. M. Czochra od 1990 roku jest członkiem rzeczywistym Lubelskiego Towarzystwa Naukowego.
Na wniosek Centralnej Komisji Kwalifikacyjnej (CKK) dokonał 20 super recenzji na stopień doktora habilitowanego i 11 super recenzji na tytuł naukowy profesora. W czasie, gdy prof. M. Czochra kierował Kliniką nastąpił dalszy rozwój naukowy zespołu lekarskiego wyrażający się ukończeniem 5 rozpraw doktorskich oraz dwoma wnioskami na tytuł naukowy profesora. Dominującym kierunkiem działalności naukowo-badawczej były problemy chorób naczyniowych mózgu w tym mikrochirurgiczne leczenie tętniaków i naczyniaków mózgu.
Prof. M. Czochra wprowadził jako pierwszy w kraju nowy, zaproponowany przez Yaşargila dostęp (kraniotomia czołowo-skroniowo-klinowa) do mikrochirurgicznego leczenia wyłączenia tętników z krążenia mózgowego zarówno przedniego, jak i tylnego odcinka koła Willis’a, dokonywał sympatektomii tętnic szyjnych w odcinku śródczaszkowym w celu
zapobiegania skurczom naczyniowym po zaklipsowaniu szypuły tętniaka, badał wpływ nimodypiny na funkcję układu oddechowego w czasie anestezji po zaklipsowaniu szypuły tętniaka. Zastosował hemodylucję śródoperacyjną u chorych operowanych z powodu tętniaków wewnątrzczaszkowych co pozwoliło na zmniejszenie śmiertelności pooperacyjnej oraz rzadsze występowanie ognisk niedokrwięnnych mózgu w obrazie CT. Przystosował igłę Gamskiego do biopsji guzów mózgu, której model po 20 latach został wprowadzony do aparatury stereotaktycznej i nadal jest stosowany. W latach 70. XX wieku zastosował zastawkę komorowo-otrzewnową w przypadkach guzów tylnej jamy czaszki przebiegający ze wzmożonym ciśnieniem wewnątrzczaszkowym w celu barostabilizacji przedoperacyjnej. Wyjaśnił patomechanizm objawów mylących u chorych z pourazowymi krwiakami wewnątrzczaszkowymi. Zastosowanie w 1962 roku przy współdziałaniu Klamuta i Bryca metody Seldingera w uwidocznieniu tętnic kręgowych miało charakter pionierski. W latach 60. zastosował heterogenną powięź naświetlaną promieniami gamma do wykonywania plastyki opony twardej. W badaniach eksperymentalnych nad regeneracją i przepływem aksoplazmy w nerwie obwodowym po różnych metodach zespolenia chirurgicznego oraz uzupełnienia ubytku nerwu homogennym przeszczepem nerwu naświetlanym promieniami gamma, stwarza możliwość przepływu aksoplazmy do obwodowego odcinka nerwu. Badania przeprowadzane były z użyciem mikroskopu elektronowego i metody izotopowej P 32. Wyniki badań były przedstawione na II Kongresie Nauki Polskiej. Dokonał pierwszego w Polsce homogennego (allogenicznego) przeszczepu nerwu obwodowego naświetlanego promieniami gamma u człowieka.
Prof. Marian Czochra był promotorem 6 rozpraw doktorskich oraz autorem i współautorem 120 prac naukowych opublikowanych w czasopismach krajowych i zagranicznych. Szereg jego prac należy uznać za pionierskie i wnoszące trwały dorobek do neurochirurgii polskiej. Wiele z nich przedstawione były na zjazdach i sympozjach w kraju i za granicą. W roku 1984 otrzymał nagrodę Resortu Zdrowia drugiego stopnia. Jest również autorem rozdziału
„Tętniaki mózgu” w podręczniku „Neurochirurgia” pod red. J. Bidzińskiego w 1988 roku.
Prof. M. Czochra był również inicjatorem utworzenia Oddziału Neurochirurgii w Radomiu i Zamościu.
Prof. A. Kunicki – członek PAN wyraził opinię, że prof. M. Czochra wywarł wybitny wpływ na podniesienie poziomu operacyjnego zespołu lekarskiego Kliniki Neurochirurgii w Lublinie, a wprowadzając nowe metody operacyjne dotychczas nie stosowane w kraju przyczyniły się do rozwoju neurochirurgii polskiej.
Wysoka ocena działalności prof. M. Czochry znalazła swój wyraz w licznych nagrodach i wyróżnieniach Uczelni, Resortu Zdrowia, Władz Wojewódzkich oraz Państwowych.

### Odznaczenia
- Krzyż Kawalerski Orderu Odrodzenia Polski
- Złoty Krzyż Zasługi
- Medal Komisji Edukacji Narodowej
- Odznaka „Za Wzorową Pracę w Służbie Zdrowia”
- Honorowa Odznaka Akademii Medycznej w Lublinie
- Honorowa Odznaka za Zasługi dla Lubelszczyzny
- Złota Odznaka „Zasłużony dla Miasta Lublina”
- Medal za Zasługi dla Polskiego Towarzystwa Neurochirurgii